# Sphinga prehensilis
Sphinga prehensilis là một loài thực vật có hoa trong họ Đậu. Loài này được (C.Wright) Barneby & J.W.Grimes miêu tả khoa học đầu tiên.